# David Bernhardt
David Longly Bernhardt (17 de agosto de 1969) es un abogado, cabildero y administrador del gobierno estadounidense. Se desempeñó como secretario de Interior de los Estados Unidos desde el 2 de enero de 2019 hasta el 20 de enero de 2021, primero interinamente y luego confirmado por el senado. 
Socio y accionista del bufete de abogados de Colorado Brownstein Hyatt Farber Schreck, comenzó a trabajar para el Departamento del Interior de los Estados Unidos en 2001, y se desempeñó como abogado del departamento de 2006 a 2009, entre otras funciones.
El 28 de abril de 2017, el presidente Donald Trump lo nombró subsecretario del Interior de los Estados Unidos, siendo ratificado por el Senado de los Estados Unidos el 24 de julio de 2017. Tomó posesión de su cargo el 1 de agosto de 2017.  El 2 de enero de 2019, tras la renuncia del entonces secretario de Interior, Ryan Zinke, fue designado como secretario interino. El 4 de febrero, el presidente Donald Trump lo nominó como secretario de Interior, siendo confirmado por el Senado de los Estados Unidos el 11 de abril de 2019 por 56 votos a favor y 41 en contra.

## Primeros años y educación
Creció en Rifle, Colorado, Bernhardt estuvo activo en la política de Colorado desde los dieciséis años, cuando presentó su caso ante el Consejo de la Ciudad de Rifle para no recaudar impuestos sobre videojuegos en un centro para adolescentes que estaba comenzando en su ciudad natal.  Obtuvo su licenciatura en la Universidad del Norte de Colorado en 1990. Mientras estaba en la Universidad del Norte de Colorado, solicitó y recibió una pasantía en la Corte Suprema de los Estados Unidos.Se graduó con honores en la Facultad de Derecho de la Universidad George Washington en 1994. Fue admitido en el Colegio de Abogados de Colorado a finales de ese año.

## Carrera

### Inicio de la carrera jurídica
Empezó su carrera como abogado en Colorado. Trabajó desde muy temprano para el Representante de EE. UU. Scott McInnis,  un republicano de Grand Junction. Trabajó para McInnis en la década de 1990, y luego en 1998, se asoció con Brownstein Hyatt y Farber, una firma de abogados y cabildeo de Denver.

### Procurador del Departamento del Interior
Empezó trabajando para el Departamento del Interior de los Estados Unidos (DOI) en 2001. A principios de su carrera en el DOI, fue subjefe de personal y consejero de la entonces secretaria del Interior Gale Norton. y también fue director de asuntos legislativos y congresionales en el DOI. Más tarde se convirtió en abogado del DOI, después de confirmación unánime del Senado de los Estados Unidos. También fue Comisionado de los Estados Unidos ante la Comisión de Límites Internacionales de los Estados Unidos y Canadá.
Bernhardt se desempeñó como procurador del Departamento del Interior de los Estados Unidos de 2006 a 2009. El presidente George W. Bush lo nominó en noviembre de 2005, sujeto a la confirmación del Senado.  Era el procurador adjunto del DOI en ese momento.Bernhardt prestó juramento en noviembre de 2006, después de haber sido confirmado por unanimidad por el Senado.

### Subsecretario del Interior
El 28 de abril de 2017, Trump nombró a Bernhardt como subsecretario del Interior.  Su nombramiento fue elogiado por el entonces secretario de Interior, Ryan Zinke, así como por el representante de los Estados Unidos David Valadao de California, el representante Scott Tipton de Colorado, y el senador Cory Gardner de Colorado. El exsecretario del Interior, Dirk Kempthorne, también apoyó a Bernhardt con sus comentarios.
El 24 de julio de 2017, el Senado confirmó la nominación de Bernhardt por 53 votos a favor y 43 en contra. Y juró el cargo el 1 de agosto de 2017.
Durante el mandato de Bernhardt como subsecretario y secretario Interino, el Departamento del Interior ha incrementado sustancialmente las ventas de combustibles fósiles en terrenos públicos y se ha embarcado en un programa de desregulación.

## Vida personal
Vive en Arlington, Virginia, con su mujer Gena y dos hijos. Bernhardt es cazador y pescador.